# Théâtre Antoine
O Théâtre Antoine (ou Théâtre Antoine-Simone Berriau) é um teatro do boulevard de Strasbourg no décimo arrondissement de Paris. A casa foi fundada por  André Antoine.
O teatro foi construído no estilo italiano em 1866 com capacidade de 800 espectadores. Recebeu diversos nomes como Les Menus Plaisirs, Théâtre des Arts, Opéra Bouffe, mas seu nome atual é em homenagem a André Antoine, diretor de 1888 a 1894.
En 1943, a então atriz Simone Berriau assume a direção e apresenta toda a obra dramática de Jean-Paul Sartre.